# Campioni italiani assoluti di atletica leggera - Lancio del martello maschile
Questa pagina raccoglie un elenco di tutti i campioni italiani dell'atletica leggera nel lancio del martello, specialità che entrò nel programma dei campionati nel 1920. Da allora ha sempre continuato a farne parte.

## Albo d'oro
| Anno | Atleta (società)                                    | Prestazione            |
| ---- | --------------------------------------------------- | ---------------------- |
| 1920 | Gianbattista Berardi ?                              | 23,90 m                |
| 1921 | Pietro Nava ?                                       | 33,315 m               |
| 1922 | Pietro Nava Società Bergamasca Atalanta             | 32,65 m                |
| 1923 | Pietro Nava ?                                       | 36,36 m                |
| 1924 | Camillo Zemi ?                                      | 41,615 m               |
| 1925 | Camillo Zemi ?                                      | 43,38 m                |
| 1926 | Armando Poggioli ?                                  | 46,85 m                |
| 1927 | Armando Poggioli ?                                  | 46,43 m                |
| 1928 | Armando Poggioli ?                                  | 47,07 m                |
| 1929 | Armando Poggioli ?                                  | 45,645 m               |
| 1930 | Armando Poggioli ?                                  | 46,45 m                |
| 1931 | Fernando Vandelli ?                                 | 17 p.                  |
| 1932 | Fernando Vandelli ?                                 | 49,285 m               |
| 1933 | Fernando Vandelli ?                                 | 48,315 m               |
| 1934 | Fernando Vandelli ?                                 | 46,53 m                |
| 1935 | Giovanni Cantagalli ?                               | 46,20 m                |
| 1936 | Giovanni Cantagalli ?                               | 48,96 m                |
| 1937 | Giovanni Cantagalli ?                               | 47,15 m                |
| 1938 | Giovanni Cantagalli ?                               | 46,33 m                |
| 1939 | Teseo Taddia Gruppo Sportivo Pirelli                | 47,91 m                |
| 1940 | Vladimiro Superina ?                                | 48,16 m                |
| 1941 | Teseo Taddia Gruppo Sportivo Pirelli                | 51,96 m                |
| 1942 | Teseo Taddia Gruppo Sportivo Pirelli                | 49,36 m                |
| 1943 | Teseo Taddia Gruppo Sportivo Pirelli                | 49,18 m                |
| 1944 | Edizione non disputata                              | Edizione non disputata |
| 1945 | Teseo Taddia Gruppo Sportivo Pirelli                | 49,17 m                |
| 1946 | Giuseppe Soldi ?                                    | 50,49 m                |
| 1947 | Teseo Taddia Gruppo Sportivo Pirelli                | 50,59 m                |
| 1948 | Teseo Taddia Gruppo Sportivo Pirelli                | 51,64 m                |
| 1949 | Teseo Taddia Gruppo Sportivo Pirelli                | 53,12 m                |
| 1950 | Teseo Taddia Gruppo Sportivo Pirelli                | 55,82 m                |
| 1951 | Teseo Taddia Gruppo Sportivo Pirelli                | 53,82 m                |
| 1952 | Danilo Cereali A.S.D Atletica Gallaratese           | 56,57 m                |
| 1953 | Teseo Taddia Gruppo Sportivo Pirelli                | 53,39 m                |
| 1954 | Teseo Taddia Gruppo Sportivo Pirelli                | 54,58 m                |
| 1955 | Teseo Taddia Gruppo Sportivo Pirelli                | 54,42 m                |
| 1956 | Teseo Taddia Gruppo Sportivo Pirelli                | 55,09 m                |
| 1957 | Silvano Giovanetti ?                                | 55,26 m                |
| 1958 | Avio Lucioli ?                                      | 57,73 m                |
| 1959 | Manlio Veniero Cristin ?                            | 58,65 m                |
| 1960 | Ennio Boschini ?                                    | 56,07 m                |
| 1961 | Manlio Veniero Cristin ?                            | 59,15 m                |
| 1962 | Ennio Boschini ?                                    | 58,50 m                |
| 1963 | Ennio Boschini ?                                    | 59,71 m                |
| 1964 | Manlio Veniero Cristin ?                            | 57,99 m                |
| 1965 | Walter Bernardini ?                                 | 56,88 m                |
| 1966 | Walter Bernardini ?                                 | 58,08 m                |
| 1967 | Giampaolo Urlando Lilion SNIA Milano                | 61,58 m                |
| 1968 | Walter Bernardini ?                                 | 61,22 m                |
| 1969 | Faustino De Boni ?                                  | 64,20 m                |
| 1970 | Mario Vecchiato ?                                   | 68,40 m                |
| 1971 | Mario Vecchiato ?                                   | 67,62 m                |
| 1972 | Mario Vecchiato ?                                   | 69,74 m                |
| 1973 | Orlando Barbolini ?                                 | 64,30 m                |
| 1974 | Faustino De Boni ?                                  | 68,44 m                |
| 1975 | Giampaolo Urlando Lilion SNIA Milano                | 67,64 m                |
| 1976 | Giampaolo Urlando Lilion SNIA Milano                | 71,42 m                |
| 1977 | Giampaolo Urlando Lilion SNIA Milano                | 70,56 m                |
| 1978 | Giampaolo Urlando Lilion SNIA Milano                | 74,14 m                |
| 1979 | Giampaolo Urlando Lilion SNIA Milano                | 72,56 m                |
| 1980 | Giampaolo Urlando Lilion SNIA Milano                | 76,52 m                |
| 1981 | Giampaolo Urlando Lilion SNIA Milano                | 73,22 m                |
| 1982 | Giampaolo Urlando Lilion SNIA Milano                | 76,68 m                |
| 1983 | Giampaolo Urlando Lilion SNIA Milano                | 74,74 m                |
| 1984 | Lucio Serrani ?                                     | 74,72 m                |
| 1985 | Orlando Bianchini ?                                 | 75,22 m                |
| 1986 | Lucio Serrani ?                                     | 74,80 m                |
| 1987 | Lucio Serrani ?                                     | 74,18 m                |
| 1988 | Lucio Serrani ?                                     | 78,02 m                |
| 1989 | Enrico Sgrulletti Gruppi Sportivi Fiamme Gialle     | 73,08 m                |
| 1990 | Enrico Sgrulletti Gruppi Sportivi Fiamme Gialle     | 77,14 m                |
| 1991 | Lucio Serrani ?                                     | 71,88 m                |
| 1992 | Enrico Sgrulletti Gruppi Sportivi Fiamme Gialle     | 75,26 m                |
| 1993 | Enrico Sgrulletti Gruppi Sportivi Fiamme Gialle     | 72,62 m                |
| 1994 | Enrico Sgrulletti Gruppi Sportivi Fiamme Gialle     | 72,44 m                |
| 1995 | Enrico Sgrulletti Gruppi Sportivi Fiamme Gialle     | 72,82 m                |
| 1996 | Enrico Sgrulletti Gruppi Sportivi Fiamme Gialle     | 76,22 m                |
| 1997 | Loris Paoluzzi Gruppo Sportivo Fiamme Azzurre       |                        |
| 1998 | Nicola Vizzoni Gruppi Sportivi Fiamme Gialle        | 77,89 m                |
| 1999 | Loris Paoluzzi Gruppo Sportivo Fiamme Azzurre       | 80,98 m                |
| 2000 | Nicola Vizzoni Gruppi Sportivi Fiamme Gialle        | 79,34 m                |
| 2001 | Nicola Vizzoni Gruppi Sportivi Fiamme Gialle        | 78,81 m                |
| 2002 | Nicola Vizzoni Gruppi Sportivi Fiamme Gialle        | 76,35 m                |
| 2003 | Nicola Vizzoni Gruppi Sportivi Fiamme Gialle        | 77,24 m                |
| 2004 | Nicola Vizzoni Gruppi Sportivi Fiamme Gialle        | 76,95 m                |
| 2005 | Nicola Vizzoni Gruppi Sportivi Fiamme Gialle        | 74,29 m                |
| 2006 | Nicola Vizzoni Gruppi Sportivi Fiamme Gialle        | 76,11 m                |
| 2007 | Nicola Vizzoni Gruppi Sportivi Fiamme Gialle        | 77,98 m                |
| 2008 | Marco Lingua Gruppi Sportivi Fiamme Gialle          | 78,13 m                |
| 2009 | Nicola Vizzoni Gruppi Sportivi Fiamme Gialle        | 77,73 m                |
| 2010 | Nicola Vizzoni Gruppi Sportivi Fiamme Gialle        | 75,39 m                |
| 2011 | Nicola Vizzoni Gruppi Sportivi Fiamme Gialle        | 76,29 m                |
| 2012 | Lorenzo Povegliano Centro Sportivo Carabinieri      | 76,29 m                |
| 2013 | Nicola Vizzoni Gruppi Sportivi Fiamme Gialle        | 74,10 m                |
| 2014 | Nicola Vizzoni Gruppi Sportivi Fiamme Gialle        | 75,99 m                |
| 2015 | Marco Bortolato Gruppo Sportivo Fiamme Oro          | 70,85 m                |
| 2016 | Marco Lingua Marco Lingua 4ever                     | 74,88 m                |
| 2017 | Marco Lingua Marco Lingua 4ever                     | 73,84 m                |
| 2018 | Marco Lingua Marco Lingua 4ever                     | 73,95 m                |
| 2019 | Marco Lingua Marco Lingua 4ever                     | 73,88 m                |
| 2020 | Marco Lingua Marco Lingua 4ever                     | 71,98 m                |
| 2021 | Marco Lingua Marco Lingua 4ever                     | 74,27 m                |
| 2022 | Simone Falloni Centro Sportivo Aeronautica Militare | 71,32 m                |
| 2023 | Simone Falloni Centro Sportivo Aeronautica Militare | 71,59 m                |
| 2024 | Marco Lingua Marco Lingua 4ever                     | 69,66 m                |
| 2025 | Giorgio Olivieri Centro Sportivo Carabinieri        | 74,12 m                |